# Christophe Calpini
Pour les articles homonymes, voir Calpini (homonymie).
Christophe Calpini, né à Rolle le 3 février 1969, est un musicien, percussionniste et batteur vaudois.

## Biographie
Christophe Calpini commence la batterie au conservatoire populaire de Genève en 1983, puis se perfectionne auprès de Joël Allouche, Marc Erbetta, Norbert Pfammatter et Olivier Clerc.
Il joue avec de nombreux groupes et artistes, comme le Marcos Jimenez Trio, Stade, Silent Majority, Florence Chitacumbi et Mobile. Il s'est produit dans différents projets tels que le Big band de l'Association pour l’encouragement de la musique improvisée (AMR), ou encore des personnalités comme Erik Truffaz, Maurice Magnoni, Mathieu Michel, Patrick Muller, Moncef Genoud, Cyrille Bugnon, Bob Harrison, Christophe "Stalk" Turchi, Marcello Giuliani, Laurent Poget, Serge Zaugg, Carlos Baumann, Vulzor, John Wolloff, Lords of underground, etc. En 2002, il est l'invité de la tournée américaine d'Erik Truffaz.
Cofondateur du groupe de jazz électronique Mobile in Motion, il est encensé par la presse internationale[réf. nécessaire] lors de la sortie du 1er album du groupe en 2002. Remarqué par le chanteur français Alain Bashung, Christophe Calpini produit, au côté du guitariste new-yorkais Marc Ribot, six morceaux de son dernier album, L'imprudence paru en 2003. En 2006, pour Label suisse, il retrouve son compère Pierre Audétat (Stade, Silent Majority) pour accompagner la chanteuse Lole.

## Sources
- « Christophe Calpini », sur la base de données des personnalités vaudoises sur la plateforme « Patrinum » de la Bibliothèque cantonale et universitaire de Lausanne.
- Zacheo, Rocco, "Le faiseur de rois qui aimait l'ombre", Le Temps, 2010/08/26
- Horner, Olivier, "Stade, jazz sous perfusion rap à Cully", Le Temps, 2005/04/01
- Horner, Olivier, "Street, acte II, à la lisière de l'art sonore brut", Le Temps, 2007/03/08
- Sandoz Di, "Des Helvètes Underground rendent un hommage revigorant à Bashung", 24 Heures, 2010/09/15, p. 38
- Gottraux, "Dos Almond, le duo pop qui a du chien", Tribune de Genève, 2010/03/30, p. 35.